# Spaarndam (wijk)
Spaarndam is sinds 2016 een wijk binnen de gemeente Haarlem. Tot aan 2016 hoorde deze wijk bij de grotere wijk Oud Schoten en Spaarndam, en was Spaarndam een buurt binnen deze wijk. De wijk Spaarndam is opgedeeld in de buurten Oude Spaarndammerpolder en Oud Spaarndam.